# Sepsis thoracica
Sepsis thoracica – gatunek muchówki z rodziny wońkowatych i podrodziny Sepsinae.
Gatunek ten opisany został w 1830 roku przez Jean Baptiste’a Robineau-Desvoidy’ego jako Micropeza thoracica.
Muchówka o ciele długości od 2 do 4 mm, ubarwionym błyszcząco czarno, u samców czasem z częściowo czerwonym tułowiem. Głowę jej cechują pojedyncza para bardzo słabo rozwiniętych szczecinek orbitalnych i policzki znacznie niższe od oka złożonego. Tułów ma bardzo dobrze rozwinięte szczecinki mezopleuralne i częściowo błyszczące sternopleury. Skrzydła mają odseparowane tylne i przednie komórki bazalne oraz ciemnią plamkę u szczytu żyłki radialnej R2+3. Samica ma boki ud przednich odnóży zaopatrzone w drobne kolce, ale pozbawione guzków.
Owad znany z Portugalii, Hiszpanii, Wielkiej Brytanii, Francji, Belgii, Holandii, Niemiec, Danii, Szwecji, Finlandii, Szwajcarii, Austrii, Włoch, Polski, Czech, Słowacji, Węgier, Słowenii, Rumunii, Bułgarii, Serbii, Czarnogóry, Macedonii, Albanii, Grecji, Turcji, europejskiej części Rosji, Afryki Północnej, krainy etiopskiej, australijskiej oraz palearktycznej i orientalnej Azji.